# JC comme Jésus Christ
JC comme Jésus Christ è un film del 2011 diretto da Jonathan Zaccaï.

## Trama
Jean-Christophe Kern, conosciuto come "JC", non è un adolescente come gli altri. A 17 anni ha già vinto una Palma d'Oro ed un César. Ma quest'anno lo attende una nuova sfida: l'esame di maturità.

## Produzione

### Genesi del progetto
In origine, il personaggio di JC faceva parte della sceneggiatura di un film che Jonathan Zaccaï non è riuscito a realizzare.. Dopo aver incontrato Vincent Lacoste, si è sentito molto ispirato ed ha riscritto il personaggio e lo ha messo al centro di una trama.
(Jonathan Zaccaï)

### Riprese
Dopo aver terminato la sceneggiatura nel novembre 2010, le riprese, avvenute a Parigi, sono iniziate nel febbraio 2011 e sono durate solo due settimane.

### Promozione
Venne creata una falsa pagina Facebook di JC Kern per promuovere il film. Su Internet sono stati pubblicati anche brevi clip di false interviste con JC.

## Riconoscimenti
| Anno | Premio                                               | Categoria   | Ricevente | Risultato       | Note  |
| ---- | ---------------------------------------------------- | ----------- | --------- | --------------- | ----- |
| 2011 | Namur International Festival of French-Speaking Film | Be-TV Award |           | Vincitore/trice | [ 4 ] |